# Engelbert Schramm (Jurist)
Engelbert Liborius Schramm (* 1778 in Paderborn; † 15. Januar 1857 in Düsseldorf) war ein deutscher Jurist und Oberbürgermeister von Düsseldorf.

## Leben
Schramm wurde am 5. Oktober 1778 in Paderborn getauft. Er war der Sohn des Stadtrats Wilhelm Schramm und dessen Ehefrau Elisabeth, geb. Floeren. 1816 heiratete er in Werden Maria Eva Rosine von Mastwigk (1787–1820), Tochter eines Postdirektors.
Schramm studierte in Münster und Würzburg Jura und schloss mit Promotion ab. Er begann eine Laufbahn als Richter, zunächst 1805 als Richter der Herrschaft Hardenberg, dann von 1811 bis 1813 als Friedensrichter in Barmen und schließlich 1813 als Tribunalrichter in Düsseldorf. Am 24. April 1815 wurde er zum Oberbürgermeister von Düsseldorf ernannt. Dieses Amt legte er im Juli 1820 nieder. Stattdessen wurde er Landgerichtsrat am neu geschaffenen Landgericht Düsseldorf und dort 1825 Kammerpräsident. 1851 ging er in den Ruhestand.